# 스트렐코프큰귀박쥐
스트렐코프큰귀박쥐(Plecotus strelkovi)는 애기박쥐과에 속하는 박쥐의 일종이다. 중앙아시아의 건조한 산악 지역에서 발견된다.

## 특징
작은 박쥐로 몸길이는 49.5mm이고 전완장은 39.6~44.9mm이다. 꼬리 길이는 51mm, 귀 길이는 40mm이다. 몸무게는 최대 9.5g이다.

## 같이 보기
- 토끼박쥐속